# Riederalp
Riederalp je obec v okrese Östlich Raron v německy mluvící části kantonu Valais ve Švýcarsku. Žije zde 452 obyvatel. Vznikla v roce 2003 sloučením obcí Goppisberg, Greich a Ried-Mörel. V zimě je součástí lyžařského areálu Aletsch Arena.

## Geografie
Riederalp má rozlohu 21,04 km², z toho 27,7 % zemědělské půdy, 42,0 % lesy, 3,0 % je zastavěná plocha a 27,31 % je neproduktivní půda. Obec je situována na jižně orientované terase, jižním směrem od 23 km dlouhého ledovce Aletschgletscher, v nadmořské výšce kolem 1900 m, s výhledem na alpské vrcholy Fletschhorn, Dom a Matterhorn.

## Historie

Riederalp (1949)

Tři vesnice nad Mörelem částečně obhospodařovaly společné alpy na vysoké terase nad ním (cca 1900 m n. m.). V druhé polovině 20. století daly tyto alpy vzniknout oblíbenému letnímu a zimnímu lázeňskému středisku Riederalp, které mělo na počátku 21. století asi 4 500 turistických lůžek a rozsáhlý lyžařský areál. Tento rozvoj vedl k prohloubení spolupráce mezi třemi obcemi, např. v oblasti správy a cestovního ruchu, a také k výraznému přesunu obyvatelstva do Riederalpu, až se nakonec obce z finančních důvodů sloučily. Obec patří do horského regionu Jungfrau-Aletsch-Bietschhorn (od roku 2001 světové přírodní dědictví Unesco, oblast Švýcarské Alpy Jungfrau-Aletsch).
Sloučená obec vznikla 1. listopadu 2003 sloučením dříve samostatných obcí Goppisberg, Greich a Ried-Mörel.

## Obyvatelstvo

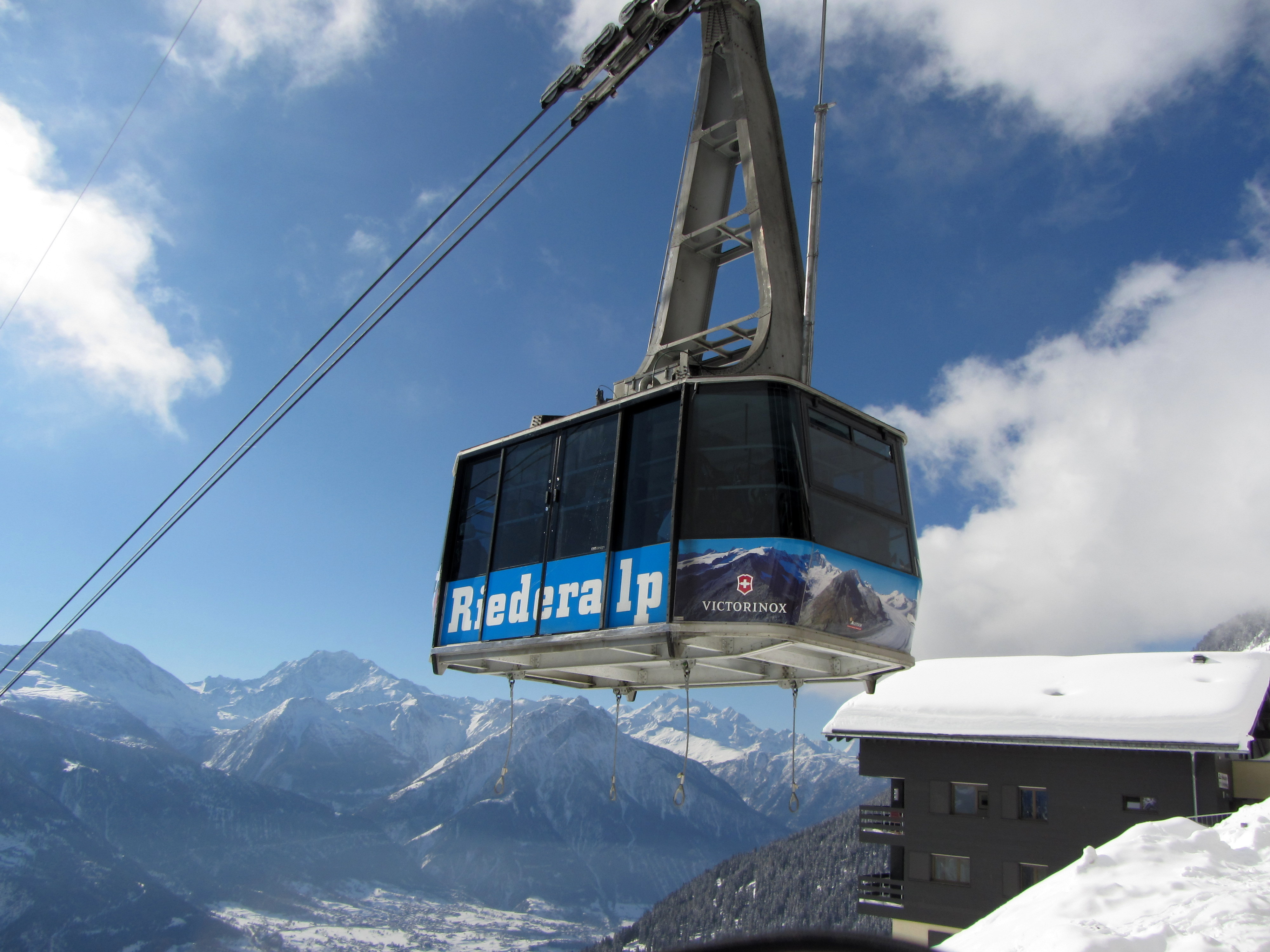
Lanovka

| Vývoj počtu obyvatel | Vývoj počtu obyvatel | Vývoj počtu obyvatel | Vývoj počtu obyvatel | Vývoj počtu obyvatel | Vývoj počtu obyvatel | Vývoj počtu obyvatel | Vývoj počtu obyvatel | Vývoj počtu obyvatel | Vývoj počtu obyvatel |
| -------------------- | -------------------- | -------------------- | -------------------- | -------------------- | -------------------- | -------------------- | -------------------- | -------------------- | -------------------- |
| Rok                  | 2000                 | 2010                 | 2011                 | 2012                 | 2013                 | 2014                 | 2015                 | 2016                 |                      |
| Počet obyvatel       | 527                  | 527                  | 529                  | 536                  | 508                  | 508                  | 498                  | 488                  |                      |

## Turismus
Riederalp je obec se zákazem vjezdu automobilů a žije především z cestovního ruchu. V zimě se zde milovníci zimních sportů mohou těšit na přibližně 104 km sjezdovek a 34 vleků v lyžařské oblasti Aletsch Arena. Většina sjezdovek je určena pro začátečníky a středně pokročilé lyžaře, pro zkušené lyžaře a snowboardisty jsou tratě nad Riederalpem. Dále jsou k dispozici i trasy pro běžkaře. Od 5. prosince 2009 je v provozu nová čtyřsedačková lanovka Hohfluh. V létě je obec výchozím bodem pro pěší turisty a cyklisty. Za atrakci je považován visutý most spojující Riederalp s Belalpem, který byl otevřen v létě 2008. Devítijamkové golfové hřiště v Riederalpu je nejvýše položené v Evropě.
Celé lokality Goppisberg a Greich patří do Světového dědictví UNESCO.

## Doprava

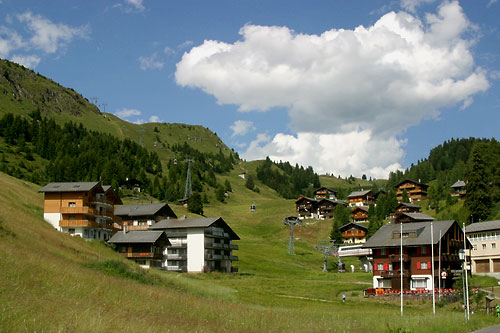
Riederalp

V Riederalpu, stejně jako ve střediscích Fiescheralp a Bettmeralp, která jsou situována východněji na stejné terase, je vyloučen provoz automobilů. Přístupný je dvojicí lanovek s dolní stanicí v Mörelu.